# 英联邦秘书长
英聯邦秘書長（英語：Secretary-General of the Commonwealth of Nations）是英聯邦秘書處的負責人兼首腦，負責公開代表英聯邦。英聯邦秘書長必須是英聯邦公民，由英聯邦成員國政府首腦提名，並在英聯邦政府首腦會議（CHOGM）中選舉產生。
現任英聯邦秘書長為來自英國並同時擁有多米尼克國籍的帕特里夏·史考蘭德，獲多米尼克提名，於2015年英聯邦政府首腦會議獲選為英聯邦秘書長，2016年履新並任職至今。

## 歷史
英聯邦秘書處和英聯邦秘書長一職是在1965年英聯邦首相論壇（英聯邦政府首腦會議的前身）上成立的。在該論壇上，各國首相聯合發布了一份描述英聯邦秘書長角色的備忘錄：
|  | 秘書長及其工作人員都應被視為英聯邦成員國的僕人。它們的職能來自英聯邦政府首腦的權力；秘書長在履行這方面的職責時應與政府首腦接觸... （英文原文：Both the Secretary-General and his/her staff should be seen to be the servants of Commonwealth countries collectively. They derive their functions from the authority of Commonwealth Heads of Government; and in the discharge of his/her responsibilities in this connection the Secretary-General should have access to Heads of Government...） |

英聯邦秘書處坐落於英國倫敦威斯敏斯特市的馬爾博羅大樓，由英聯邦元首伊麗莎白二世女王于1965年授權英聯邦使用。但是，由於馬爾博羅大樓無法容納常駐在倫敦的所有英聯邦秘書處工作人員，因此英聯邦秘書處也在倫敦的其他地方租用了額外的大樓。

## 職責
英聯邦秘書長領導英聯邦秘書處，所有秘書處工作人員對他負責。英聯邦秘書長擁有三個由所有英聯邦成員國政府首腦通過位於英國倫敦的最高專員公署提名，並選舉產生的英聯邦副秘書長作爲他的副手。此外，英聯邦秘書長可以酌情任命初級工作人員，而高級工作人員只能從所有英聯邦成員國政府首腦所提名的名單中任命。然而實際上，英聯邦秘書長具有比這更大的權力。這是因爲成員國政府首腦通常都會就提名人選諮詢秘書長，秘書長有時也會提交自己的提名給各成員國政府首腦。
原則上，英聯邦秘書長的職位等級與高級專員相同。但是實際上，英聯邦秘書長的等級要比高級專員高得多。在英聯邦政府首腦會議（CHOGM）上，英聯邦秘書長的地位與英聯邦成員國政府首腦一樣，但通常會優先考慮任期最長的成員國政府首腦。在其他英聯邦的部長級會議上，秘書長也被認為是中間人。
英聯邦秘書長有權參加在白金漢宮女王年度外交招待會。但其實在1965年到1967年期間，英國外交與英聯邦事務部拒絕邀請英聯邦秘書長參加女王年度外交招待會，引起了英聯邦第一任秘書長阿诺德·史密斯的不滿。一直到1968年，女王推翻了這項決定。
秘書長的大部分工作涉及到在英聯邦各地訪問，並與所有英聯邦成員國政府的核心人員保持接觸。

## 提名和選舉
1993年英聯邦政府首腦會議開始規定英聯邦秘書長的任期為四年，最多可連任一次。因此，從下一届英聯邦政府首腦會議和英聯邦秘書長選舉（1995年）開始，每位秘書長的任期為四年，最多只可連任一次。來自圭亞那的施里達斯·蘭法爾成爲了最後一位擔任英聯邦秘書長超過8年的秘書長。
英聯邦秘書長由英聯邦成員國政府首腦提交提名人選，並在英聯邦政府首腦會議中選舉產生而出。在英聯邦秘書長選舉期間，只有政府首腦或其部長代表可以出席英聯邦政府首腦會議。英聯邦輪值主席則負責統計保密投票來確定哪位秘書長候選人獲得最多支持。
依照慣例，尋求連任的秘書長通常都會在選舉中順利當選。

## 歷任英聯邦秘書長
| # | 姓名              | 頭像 | 國籍            | 任期開始     | 任期結束      | 備注 |
| - | ----------------- | ---- | --------------- | ------------ | ------------- | --- |
| 1 | 阿诺德·史密斯     |      | 加拿大          | 1965年7月1日 | 1975年6月30日 | - 加拿大駐埃及大使（1958—1961） - 加拿大駐蘇聯大使（1961—1963） |
| 2 | 施里達斯·蘭法爾   |      |                 | 1975年7月1日 | 1990年6月30日 | - 圭亞那外交部長（1972—1975） |
| 3 | 埃梅卡·阿尼奧庫   |      | 奈及利亞        | 1990年7月1日 | 2000年3月31日 | - 英聯邦副秘書長（政治事務）（1977—1990） |
| 4 | 唐·麥金農         |      | 新西兰          | 2000年4月1日 | 2008年3月31日 | - 紐西蘭副總理（1990—1996） - 紐西蘭貿易部長（1990—1996） - 紐西蘭外交部長（1990—1999） |
| 5 | 卡馬萊什·夏爾馬   |      | 印度            | 2008年4月1日 | 2016年3月31日 | - 印度常駐聯合國代表（1997—2002） - 印度駐英國最高專員（2004—2008） |
| 6 | 帕特里夏·史考蘭德 |      | 英国 · 多米尼克 | 2016年4月1日 | 至今          | - 英國上議院俗職議員（終身貴族）（1997至今） - 英國外交與英聯邦事務部政務次官（1999—2001） - 英國國會政務次官（2001—2003） - 英國内政部國務大臣（2003—2007） - 英格蘭及威爾斯檢察總長（2007—2010） |

## 薪資和官邸
截至2015年，英聯邦秘書長可獲得近160,000英鎊的薪資，並可居住位於英國倫敦威斯敏斯特市梅费尔的四層豪宅花園樓的官邸内。